# Sutura lambdoidă
Sutură lambdoidă (Sutura lambdoidea) este o sutură în forma literei grecești lambda (λ) inversate,  formată între marginea posterioară (occipitală) a parietalului și solzul occipitalului.